# Palais archiépiscopal de Vienne
Le palais archiépiscopal de Vienne est un palais de Vienne, dans l'Innere Stadt. Une partie du palais de la Stephansplatz est la chapelle Andreas, intégrée au bâtiment.

## Histoire
Le bâtiment d'origine sur le site du palais de l'archevêque actuel est mentionné pour la première fois dans des documents en 1276. La cour de l'évêque est agrandie et embellie en 1579 sous l'évêque Johann Caspar Neubeck (de). Cependant cet immeuble brûle complètement dans l'incendie de la ville en 1627 et est remplacé de 1632 à 1641 sous la direction de Mgr Anton Wolfradt (de) et de son successeur Philipp Friedrich von Breuner (de) par le palais actuel. Le maître d'œuvre est Giovanni Coccapani. Aux coûts de construction participent, entre autres, l'empereur Ferdinand II avec 100 000 Reichstaler. En 1655, le maître bâtisseur Domenico Carlone (de) et le tailleur de pierre Ambrosius Regondi (de) de Kaisersteinbruch (de) sont mentionnés dans les archives diocésaines.
L'empereur Charles VI et le pape Innocent XIII s'accordent en 1722 à faire du Hochstift de Vienne un archevêché. En 1723, le palais épiscopal a pour nom le palais archiépiscopal. Les comptes de la Hauptcassa, existant depuis 1751, font état de la construction d'un escalier principal par le maître d'œuvre Mathias Gerl, ainsi que de l'escalier de Johann Gehmacher (de).
Le  3 juin 1933, le musée de la cathédrale de Vienne (de) ouvre dans les salles du palais. En 1973, il est installé au Zwettlhof (Stephansplatz 6).
Au cours des bombardements de la Seconde Guerre mondiale, les voûtes du sous-sol du palais servent de refuge.
En réponse à la célèbre manifestation du rosaire (de) après un sermon du cardinal Theodor Innitzer, le palais est pris d'assaut le 8 octobre 1938 par les jeunesses hitlériennes et dévasté.
Pour créer plus d'espace pour les archives diocésaines, un espace supplémentaire est créé sous terre. Les nouvelles archives doivent atteindre deux étages, sur 12 mètres de profondeur, et fournir des étagères de 8 kilomètres au total.
Aujourd'hui, le palais abrite la résidence du cardinal et une partie des autorités administratives de l'archidiocèse de Vienne.

## Source de la traduction
- (de) Cet article est partiellement ou en totalité issu de l’article de Wikipédia en allemand intitulé « Erzbischöfliches Palais (Wien) » (voir la liste des auteurs).